# Pachytrype princeps
Pachytrype princeps är en svampart som först beskrevs av Penz. & Sacc., och fick sitt nu gällande namn av M.E. Barr, J.D. Rogers & Y.M. Ju 1993. Pachytrype princeps ingår i släktet Pachytrype och familjen Calosphaeriaceae.   Inga underarter finns listade i Catalogue of Life.